# ボタンタケ目
ボタンタケ目(Hypocreales)は、子嚢菌門フンタマカビ綱に属する目の1つ。ニクザキン目（肉座菌目）とも。

## 特徴
例外もあるが、子嚢殻の明るい色が特徴であり、黄色や橙色、赤色をしている。典型的なものでは肉質で鮮やかな色の子座を形成し、これが肉座菌という名の由来である。

## 下位分類
10科におよそ240属2700種を含む。

### 所属未詳の属
2014年末の時点で編纂されたOutline of Sordariomycetesによれば、以下の属はボタンタケ目の中での位置が確定していない(incertae sedis)状態である。
- Berkelella
- Bulbithecium
- Emericellopsis
- Fecundostilbum
- Geosmithia
- Gynonectria
- Hapsidospora
- Haptospora
- Harzia
- Illosporiopsis
- Illosporium
- Kallichroma
- Leucosphaerina
- Metadothella
- Munkia
- Mycoarachis
- Neomunkia
- Nigrosabulum
- Payosphaeria
- Peloronectria
- Pseudoidriella
- Pseudomeliola
- Pseudomicrodochium
- Roselliniella
- Sarocladium
- Sedecimiella
- Septomyrothecium
- Stanjemonium
- Stilbella
- Ticonectria
- Tilakidium
- Trichothecium
- Valetoniellopsis

## 歴史
1844年タマカビ目にニクザキン科として認識された分類群が、1897年に目へと格上げされたのが始まりである。20世紀前半にはニクザキン科とアカツブタケ科の2科に分けられていたが、20世紀後半にはニクザキン科1科にまとめられた。20世紀末になって分子情報が利用可能になると改編が進められ、元来のニクザキン科は子嚢胞子の形態と子嚢殻の色素変化を指標に、ボタンタケ科・ベニアワツブタケ科・ビオネクトリア科の3科に分割され、さらにバッカクキン科とニエスリア科が含められた。2007年にバッカクキン科が、バッカクキン科・ノムシタケ科・オフィオコルジケプス科の3科に分割された後、2014年にスタキボトリス科、2015年にTilachlidiaceae科とFlammocladiellaceae科が設立され現在に至る。